# Григорівка (Запорізький район)
Григорі́вка (до 1780 року — Кінсьководівка) — село в Україні, у Запорізькому районі Запорізької області. Входить до складу Новоолександрівської сільської громади. Населення становить 1205 осіб.

## Географія
Село Григорівка розташоване на правому березі річки Кінська, нижче за течією на відстані 8 км розташоване селище Малокатеринівка, на протилежному березі — село Веселянка. Поруч проходить автомобільна дорога М18E105.
Розташована за 10 км від залізничної станції Історична Придніпровської залізниці і за 30 км від Запоріжжя.

## Населення

### Мова
Розподіл населення за рідною мовою за даними перепису 2001 року:
| Мова       | Кількість | Відсоток |
| ---------- | --------- | -------- |
| українська | 1166      | 96.36%   |
| російська  | 37        | 3.06%    |
| вірменська | 5         | 0.41%    |
| білоруська | 2         | 0.17%    |
| Усього     | 1210      | 100%     |

## Історія
Кінсьководівка заснована після 1775 року козаками Запорізької Січі.
Біля сіл Григорівки та Веселянки розкопано близько 20 курганів з похованнями (понад 40) доби бронзи (III—І тисячоліття до н. е.), скіфського часу (IV ст. до н. е.) та кочівників (X–XII ст. ст. н. е.).
У селі є невеликий приватний краєзнавчий музей, створений Євгеном Хмелевським ).
До 2018 року орган місцевого самоврядування — Григорівська сільська рада.

## Російсько-українська війна на сході України
З огляду на загрозу проникнення озброєних військових Російської федерації та проросійських проплачених мародерів і вбивць у вересні 2014 року в Григорівці проводиться будівництво інженерних оборонних споруд.

## Економіка
- «Дана», ТОВ.
- Поблизу села є поклади вапняку, глини й піску.

## Об'єкти соціальної сфери
- Школа.

## Пам'ятки природи
Біля західної околиці села розташоване заповідне урочище — «Пристени», а на північний схід від села — геологічна пам'ятка природи «Саур-могила».